# Vic-sur-Aisne
Vic-sur-Aisne è un comune francese di 1 770 abitanti situato nel dipartimento dell'Aisne della regione dell'Alta Francia.

## Società

### Evoluzione demografica
Abitanti censiti

## Storia

### Antichità
Solo due vestigia testimoniano l'esistenza di Vic-sur-Aisne all'epoca romana:
- La via romana (ovvero chaussée Brunehault), che si estende per alcuni chilometri lungo l'Aisne dall'ingresso al villaggio in direzione di Soissons. A nord, la strada dipartimentale n. 2 coincide con la strada in direzione di Noyon.
- La pietra miliare[3], visibile nella corte del castello, davanti all'ingresso del dongione. Si tratta di una colonna alta circa 1,60 m, che porta l'iscrizione:

```
                     IMP.CAES.                    Sotto l'Imperatore Cesare,

                     M.AVRELIO.AN                 Marco Aurelio Antonino,

                     TONINO.PIO.AVG.              Pio, Augusto,

                     BRITANNICO.MAX.              Grande Vincitore dei Bretoni,

                     TRIB.POT.XIIII.IMP.          rivestito 14 volte della potenza tribunizia,

                     II.COS.IIII.P.P.PRO          acclamato due volte Imperatore, quattro volte Console,

                     COS.AB.AVG SUES.             padre della patria e Proconsole, da Augusta Suessionum (
Soissons
),

                     LEVG.VII                     il settimo miglio.
```

Una terza vestigia era ancora visibile parzialmente, unicamente durante i giorni più secchi dell'anno, fino alla costruzione della chiusa e dello sbarramento attiguo: i resti di piloni di un ponte che scavalca l'l'Aisne a livello del suddetto sbarramento.
Questi tre elementi confermano il tracciato antico di una via romana importante che collegava Durocortorum (Reims) a Rotomagus (Rouen) da una parte, e Samarobriva (Amiens) dall'altra parte, passando per i luoghi di Augusta Suessionum e di Vicus.

### Medioevo
Dopo la caduta di Siagrio di fronte a Clodoveo (486), e con lui dell'ultimo territorio ancora ufficialmente Romano in Occidente, la borgata non fece più parlare di sé per circa tre secoli.

Un riferimento al territorio di Vic appare da un atto datato dall'814, secondo il quale Berta, figlia di Carlomagno, faceva dono, alla morte di quest'ultimo, di queste terre al monastero di San Medardo di Soissons.

Nell'889, di fronte all'avanzata dei Vichinghi, che risalivano l'Oise fino a Choisy e Noyon, Oddone, conte di Parigi, al quale toccava proteggere San Medardo e le sue dipendenze, intraprese la costruzione d'un primo castello sul promontorio di Vic. Le fortificazioni e la sua guarnigione ebbero il proprio ruolo. Mai i Normanni risalirono l'Aisne.

Nel corso dei secoli X e XI, il castello fu scenario delle lotte che opponevano i Signori di Coucy, i monaci di San Medardo e i Re di Francia, passando più volte dall'uno all'altro. I monaci finirono di porre il dominio di Vic sotto la protezione dei signori di Pierrefonds, che vi tennero una guarnigione permanente fino alla fine del XIII secolo.

Il borgo divenne a quest'epoca sede d'una castellania, dipendente da Pierrefonds, poi viscontea, vassalla dei conti di Soissons.

### Periodo rinascimentale
Francesco I, poi Enrico II, approfittando dei loro frequenti soggiorni al castello di Villers-Cotterêts, fecero qualche deviazione per la castellania di Vic-sur-Aisne.

Con una lettera datata nel mese di maggio 1536, Francesco I accordò à Vic l'organizzazione di due fiere commerciali per anno, una in data 9 giugno e una il 21 settembre; così come l'organizzazione d'un mercato settimanale di lunedì. Enrico II spostò nel 1581 il mercato settimanale al venerdì; poi, con lettere patenti datate 1602, Enrico IV lo spostò al mercoledì.
Quest'epoca è sinonimo di prosperità. L'alleanza delle estese aree cerealicole intorno, del fiume, del borgo e del porto fecero di Vic il solaio di grano della regione. Soissons e Compiègne, Villers e Noyon si disputavano le riserve dei magazzini di Vic. Gli stessi monaci poterono permettersi il lusso di stabilire il prezzo del grano.
I traghetti di Vic e di Fontenoy (dipendenti dalla castellania di Vic) erano i soli punti di passaggio sull' l'Aisne tra Soissons e Choisy, il che permetteva al territorio di ricevere dei diritti di pedaggio.
| Attraversanti              | Tariffe                    |
| -------------------------- | -------------------------- |
| Abitanti della castellania | 1 pane di foraggio annuale |
| Persona sola               | 1/5 di denaro              |
| Cavallo                    | 2 denari                   |
| Carro                      | 6 denari                   |
| Carretta                   | 8 denari                   |
| Carro di vino              | 12 denari                  |

La prima guerra di religione (aprile 1562 - marzo 1563) non afflissero la regione, nonostante la prossimità immediata di Noyon e di Calvino, nativo di questa città. Il 27 settembre 1567, le voci estive di une attacco imminente degli Ugonotti si rivelarono fondate. Soissons rese le armi in giornata, Vic cadde qualche giorno dopo. La linea del fronte si stabilì tra Vic e Attichy. Il castello passò poi a turno di ruolo sotto il controllo della Lega, poi sotto quello degli ugonotti. I combattimenti cessarono nel 1597. Le truppe reali occuparono la piazza.

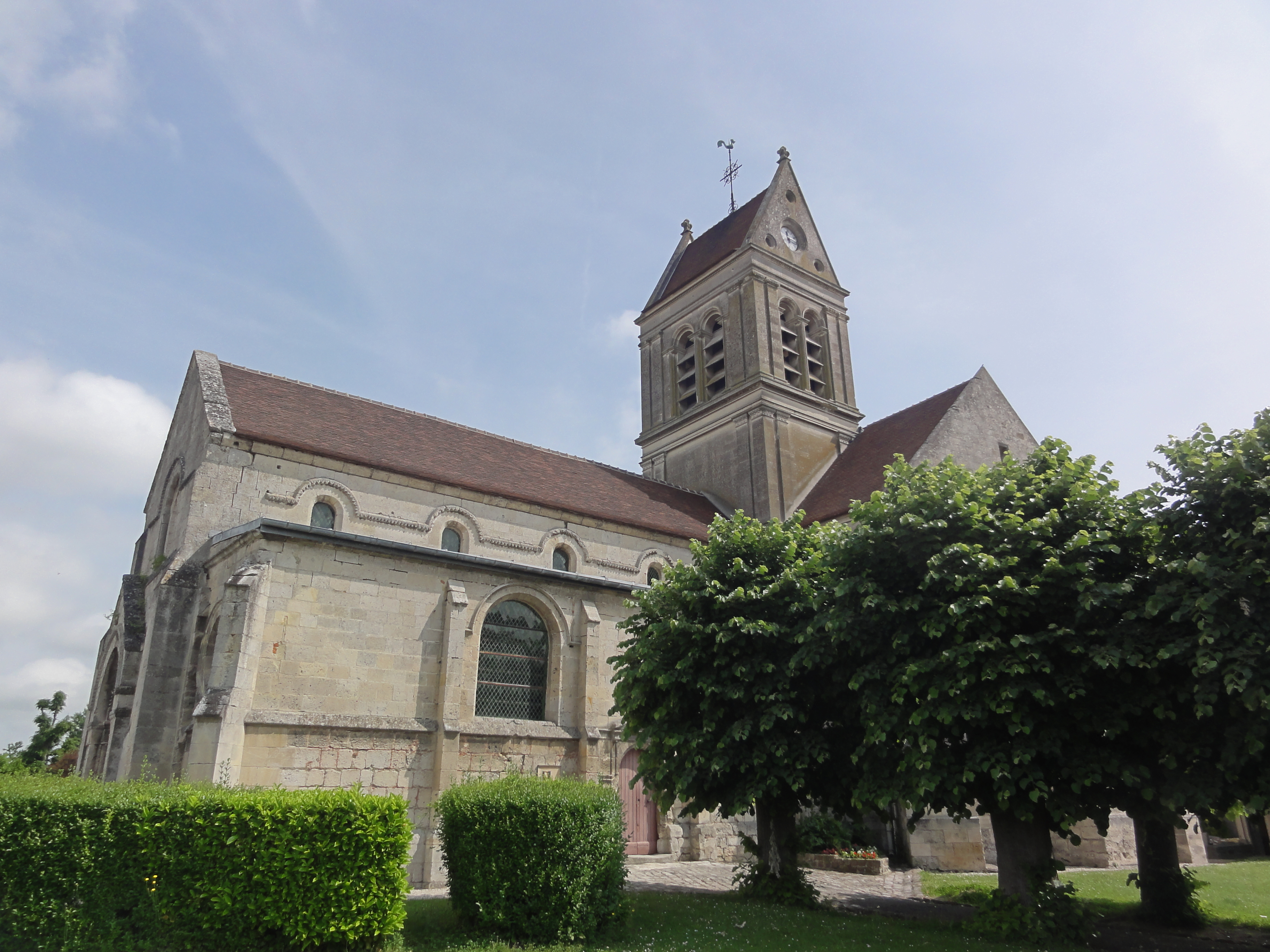
Navata e campanile della chiesa di Notre Dame

Toccò a un protestante, Jean Hotman, assumersi la missione di raccogliere i fondi e coordinare i lavori di ricostruzione del castello di Vic-sur-Aisne, saccheggiato durante anni di guerre. I lavori ebbero inizio nel 1599, e diedero lavoro a tutti gli artigiani della regione. Le carpenterie furono concepite a Compiègne, le ardesie delle coperture a Soissons, le parti in ferro battuto furono opera di artigiani di Cœuvres, vetrerie e opere in legno dai villaggi sparsi delle foreste di Retz, Compiègne e Laigue; fino al gesso, che fu trasportato dai sobborghi parigini. Quanto alle cave di pietre angolari della valle dell'Aisne, esse furono evidentemente utilizzate. 

Un'epidemia di peste nel corso dell'anno 1625 rallentò un po' l'avanzamento dell'opera. Alla morte di Hotman, nel 1636, il cardinale Mazarino ottenne dal re il potere di proseguire i lavori.

Dopo la morte di Mazarino, nel 1661, l'abbazia di San Medardo di Soissons e le sue dipendenze (fra le quali Vic-sur-Aisne) furono legate alla Casa Savoia. A partire dal 1674, i lavori si ristrutturazione si estesero alle fattorie e alle chiese vicine.

L'abate di Pomponne, già noto a Vic per avervi fondato la 1ª compagnia di arcieri nel 1666, decise di scambiare l'abbazia di Saint-Maixent vicino a Poitiers contro quella di Sam Medardo.

Egli finanziò e diresse i lavori dei ponti Notre-Dame e della Tournelle, scavalcando le strade d'Osier a nord e a sud del castello. Par motivi di salute pubblica, egli ordinò la pavimentazione delle vie principali. Fu anche lui all'origine della costruzione del municipio, distrutto poi con i bombardamenti del maggio 1918. E infine, l'istigatore della ricostruzione del grande padiglione e delle scuderie poste all'ingresso del castello, così come la realizzazione dei giardini sulla terrazza con orto, secondo i gusti dell'epoca.

### Rivoluzione e Impero
Durante la rivoluzione, l'insieme dei beni dell'abbazia di San Medardo fu messa in vendita a profitto della nazione.
Riguardo al castello di Vic, maître Bricongne, notaio a Soissons, formulò l'offerta per un valore di 44 000 lire per conto di Jean-Baptiste Paul Antoine Clouet.
Suo figlio Anne Louis, generale e barone dell'Impero, ufficiale della Legion d'onore per decreto imperiale, si legò d'amicizia con Antoine de Reiset, membro della nobiltà alsaziana. De Reiset sposò Amélie Clouet, e prese possesso del castello di Vic nel 1805.
Anne Louis Clouet fu sindaco di Vic per dieci anni, prima di ritirarsi a Parigi, ove morì il 18 maggio 1816.

### Restaurazione e Secondo Impero
Le ritorno dei Borboni al potere vide egualmente il ritorno d'un ponte gettato sull'l'Aisne, il primo dall'antichità. Carlo X approvò con patente regale la concessione di diritti di passaggio al signor Bayard de la Vingtrie sul ponte ch'egli si proponeva di costruire, il 6 dicembre 1829.

L'opera si presentava sotto forma di ponte sospeso a senso unico, unendo pietra da taglio e metallo.

| Attraversanti       | Tariffe      |
| ------------------- | ------------ |
| Persona sola        | 3 centesimi  |
| Cavallo e cavaliere | 6 centesimi  |
| Carretta            | 10 centesimi |

Sono esentati dal pedaggio i rappresentanti dell'autorità, i militari, gli ingegneri e i costruttori dei Ponts et Chaussées, i funzionari di navigazione, gli agenti delle tasse.

Divenendo insufficiente per il traffico locale e dando segni di debolezza, la concessione fu rescissa e il ponte distrutto e sostituito da un'opera interamente metallica a doppio senso, inaugurata nel 1898. Il passaggio su quest'ultima divenne gratuito. 
Nel corso della guerra del 1870, le truppe prussiane ne fecero una tappa nella regione, preferendo proseguire la loro marcia in direzione di Parigi. I combattimenti ebbero luogo più a nord, sul celebre chemin des Dames.

### Prima guerra mondiale

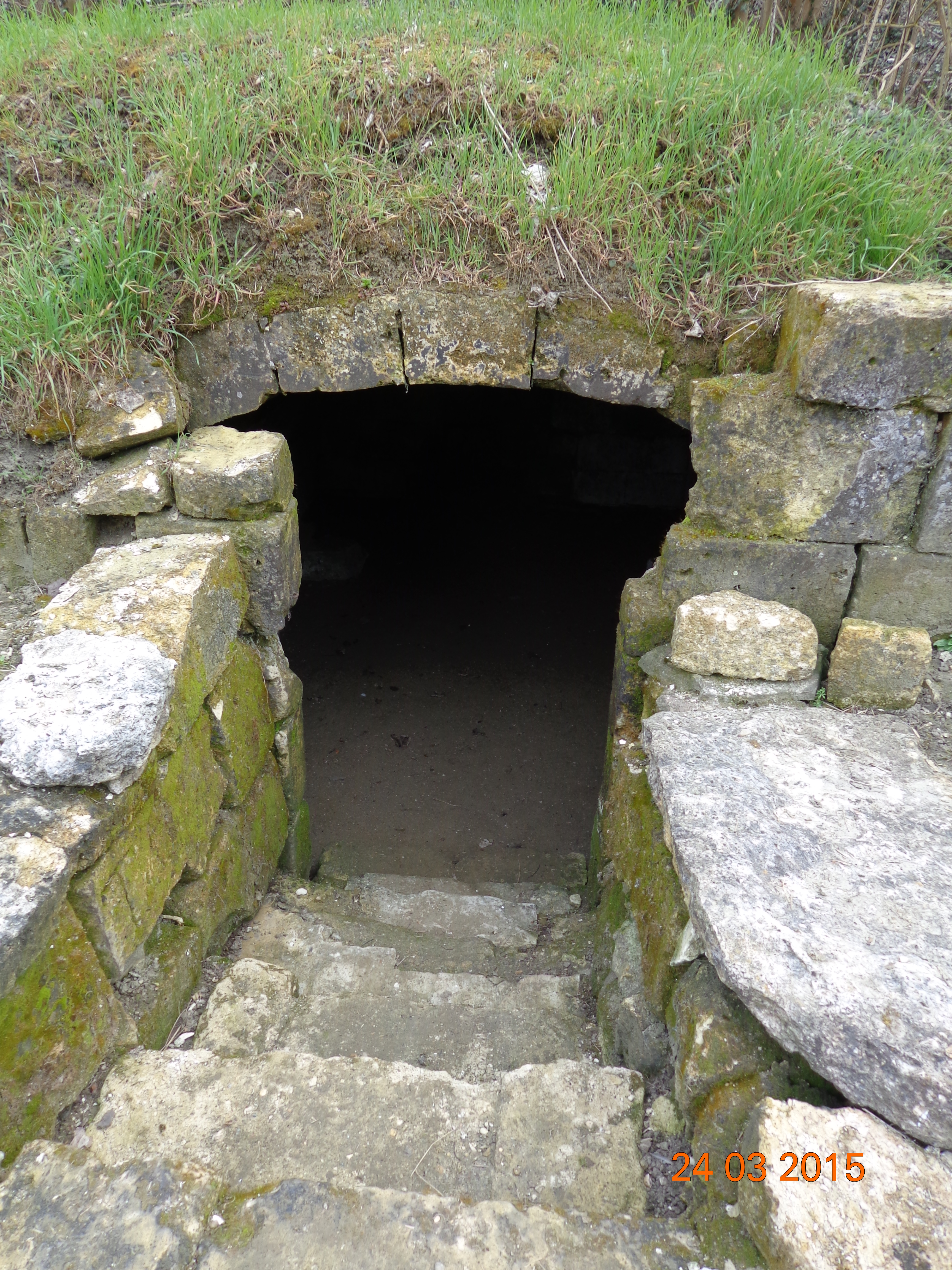
Rifugio durante la guerra

Il castello di Vic, situato sulla linea del front, fu dichiarato « ambulanza » dal mese d'agosto 1914. Esso accolse i feriti dei differenti campi impegnati nel conflitto. Da settembre, le truppe tedesche presero possesso di un borgo. Le barone de Bunha, colonnello di un reggimento di Ussari, requisì il castello. L'occupazione non durò che qualche settimana prima del ritorno delle truppe alleate. Gli stati maggiori alleati si successero durante quattro anni: i generali Saës, Guillemin,  Mac-Mahon, Lucette,  Ségonne, Trouchaud, Beyraud-Reynaud, Hollandin, Franchet-d'Esperey…
Nel maggio 1918, la città fu evacuata e subì i bombardamenti delle truppe nemiche. Più del 75 % delle abitazioni e opere di servizio furono distrutti, fra cui il ponte e il municipio. Nello stesso mese, le forze alleate, Francesi, Belghe e Britanniche in testa, se raggrupparono su Vic. Fu in questo momento che iniziarono i saccheggi del castello. L'insieme delle cantine contenenti champagne, cognac, vini borgogna e bordeaux, come console, guéridon e statuette in marmo, porcellane di Cine, delle Indie e del Giappone, opere e manoscritti russi, furono vuotate dei loro tesori. Gran parte del mobilio fu trasferito nel palazzo imperiale di Compiègne nel periodo tra le due guerre.
In totale, l'occupazione del castello da parte delle truppe alleate causò più danni dei bombardamenti nemici. 265 000 franchi oltre ai danni per i primi, contro 70 000 franchi per i secondi.
Una necropoli militare fu creata alla fine del conflitto, ai margini della strada che porta a Carlepont.

Essa raggruppa i corpi di circa 3 500 soldati morti nei combattimenti avvenuti all'intorno.
I rifugi erano piuttosto rozzi.

### Seconda guerra mondiale

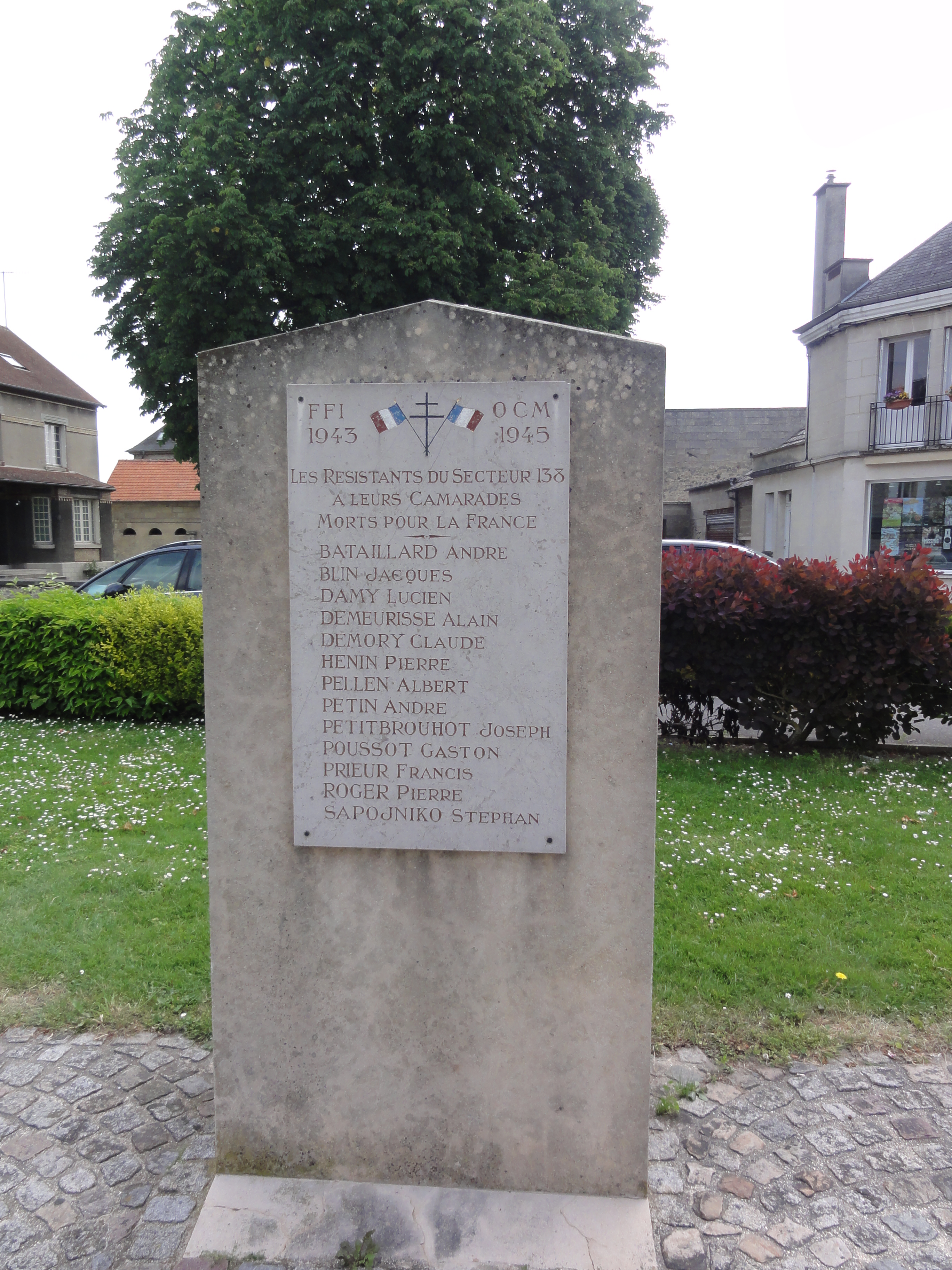
Vic-sur-Aisne - Monumento ai resistenti.

Il ponte ricostruito da meno di 20 anni fu nuovamente distrutto nel 1940, nel corso della campagna di Francia. La regione di Vic fu una delle prime a veder apparire un movimento di resistenza, concentrato tra Soissons e Compiègne.
I resistenti di Vic, Montigny, Courtieux, Bitry e Saint-Pierre si raggrupparono in una medesima organizzazione di resistenza e parteciparono attivamente a facilitare la liberazione della regione da parte delle truppe canadesi francofone nel settembre 1944.

La denominazione F.F.I. (Forces françaises de l'intérieur) della regione era secteur 138.
Al termine della guerra, i lavori di ricostruzione iniziarono a pieno ritmo. 
Vic riprese il suo statuto di capoluogo di cantone. Videro la luce a quell'epoca la Posta, la Coop (spezieria), due panetterie, una macelleria, due cokerie, un negozio di chincaglieria, quattro bar-tabaccheria, due parrucchieri, tre banche, una libreria.